# Ghajini (film 2005)
Ghajini (inny tytuł: „Gajini”) – indyjski thriller w języku tamilskim wyreżyserowany w 2005 roku przez A.R. Murugadossa. W filmie grają aktorzy z południa Indii z Kollywood i Tollywood – Tamil Surya Sivakumar, mówiąca w malajalam Asin z Kerali i Pradeep Singh Rawat, którego ojczystym językiem jest telugu. Film jest  indyjską wersją hollywoodzkiego dramatu Christopher Nolana nagrodzonego Oscarem Memento (2000).

## Fabuła
Sanjay Ramasamy (Surya Sivakumar) to bogaty biznesmen, który cierpi na utratę pamięci krótkotrwałej. Uraz pojawił się, gdy Sanjay bezskutecznie broniąc życia ukochanej Kalpany (Asin) został uderzony przez napastnika w głowę. Teraz dysponuje tylko kwadransem pamięci, fotografując i notując zbiera informacje o zbrodni. Wytatuowane na jego ciele wiadomości mają mu umożliwić zemstę. Sanjaya ściga policjant prowadzący śledztwo w sprawie  serii morderstw.

## Obsada
- Surya Sivakumar – Sanjay Ramasamy
- Nayantara – Chitra
- Asin – Kalpana
- Pradeep Singh Rawat – Lakshman
- Riyaz Khan – oficer policji

## Piosenki
1. „Rahathula Rahathula” – Anupamma
2. „Oru Maalai” – Karthik
3. „X Machi” – Maathanhi i Naahul
4. „Suttum Vizhi” (na tle Szwajcarii) – Sriram Parthasarathy i Bombay Jayashree
5. „Rangola Hola Hola” – Shankar Mahadevan i Sujatha